# Wielki Most Danyang-Kunshan
Wielki Most Danyang-Kunshan (chiń. 丹阳－昆山大桥; pinyin Dānyáng-Kūnshān dà qiáo) – most na trasie Szybkiej Kolei Pekin-Szanghaj. Ma długość 164,8 km, co czyni go najdłuższym mostem na świecie.

## Most
Most znajduje się na trasie kolejowej łączącej miasta Szanghaj i Nankin w chińskiej prowincji Jiangsu. Przebiega przez deltę rzeki Jangcy, którą cechują nizinne pola ryżowe, kanały, rzeki i jeziora. Most biegnie niemal równolegle do rzeki Jangcy, od 8 do 80 km na południe od jej biegu. Od północy mija takie miasta jak Danyang, Changzhou, Wuxi, Suzhou, czy Kunshan. Część mostu o długości 9 kilometrów rozciąga się nad jeziorem Yangcheng w mieście Suzhou.
Trwającą cztery lata i kosztującą 8,5 miliarda dolarów budowę, przy której pracowało 10 000 ludzi, ukończono w 2010 roku. Most otwarto w roku 2011 i aktualnie do niego należy rekord Guinnessa w kategorii najdłuższy most na świecie (dane z czerwca 2011).